# Faucigny (Haute-Savoie)
Pour les articles homonymes, voir Faucigny.
Faucigny est une commune française située dans le département de la Haute-Savoie, en région Auvergne-Rhône-Alpes.
Ses habitants se nomment les Faucignerands et les Faucignerandes.

## Géographie
Le territoire de la commune de Faucigny est situé dans le sud-est de la France, dans la partie nord-est du département de la Haute-Savoie, sur la Costière de l'Arve. Il s'agit du versant nord qui domine la vallée de l'Arve, dans la région naturelle et historique du Faucigny.
Elle se trouve au nord-ouest de la sous-préfecture de Bonneville.

## Urbanisme

### Typologie
Au 1er janvier 2024, Faucigny est catégorisée commune rurale à habitat dispersé, selon la nouvelle grille communale de densité à sept niveaux définie par l'Insee en 2022.
Elle appartient à l'unité urbaine de Genève (SUI)-Annemasse (partie française), une agglomération internationale regroupant 34  communes, dont elle est une commune de la banlieue,,. Par ailleurs la commune fait partie de l'aire d'attraction de Genève - Annemasse (partie française), dont elle est une commune de la couronne,. Cette aire, qui regroupe 158 communes, est catégorisée dans les aires de 700 000 habitants ou plus (hors Paris),.

### Occupation des sols
L'occupation des sols de la commune, telle qu'elle ressort de la base de données européenne d’occupation biophysique des sols Corine Land Cover (CLC), est marquée par l'importance des territoires agricoles (84,2 % en 2018), une proportion sensiblement équivalente à celle de 1990 (83,8 %). La répartition détaillée en 2018 est la suivante : 
zones agricoles hétérogènes (46,3 %), prairies (37,9 %), forêts (15,8 %).
L'IGN met par ailleurs à disposition un outil en ligne permettant de comparer l’évolution dans le temps de l’occupation des sols de la commune (ou de territoires à des échelles différentes). Plusieurs époques sont accessibles sous forme de cartes ou photos aériennes : la carte de Cassini (XVIIIe siècle), la carte d'état-major (1820-1866) et la période actuelle (1950 à aujourd'hui).

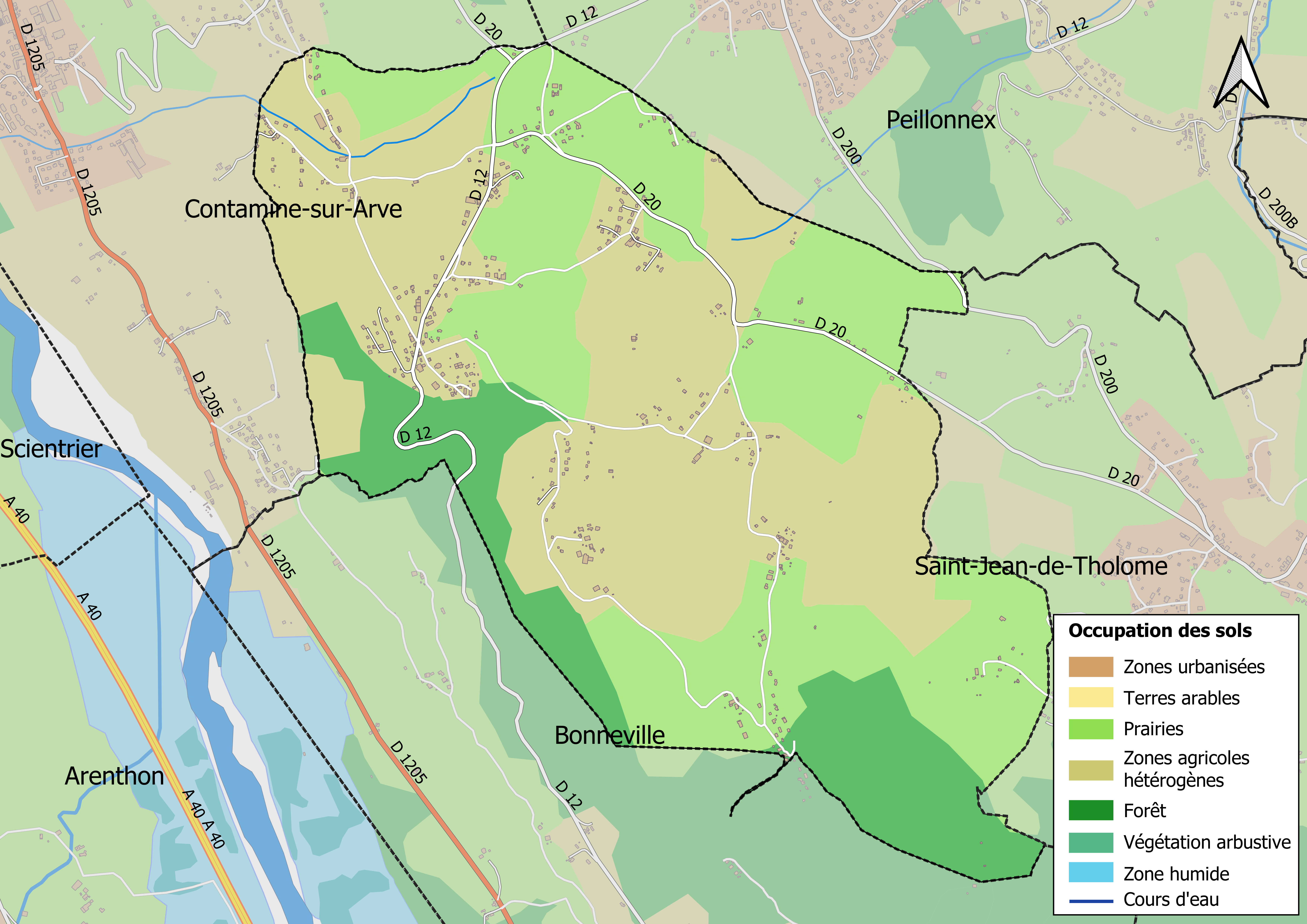
Carte des infrastructures et de l'occupation des sols en 2018 (CLC) de la commune.
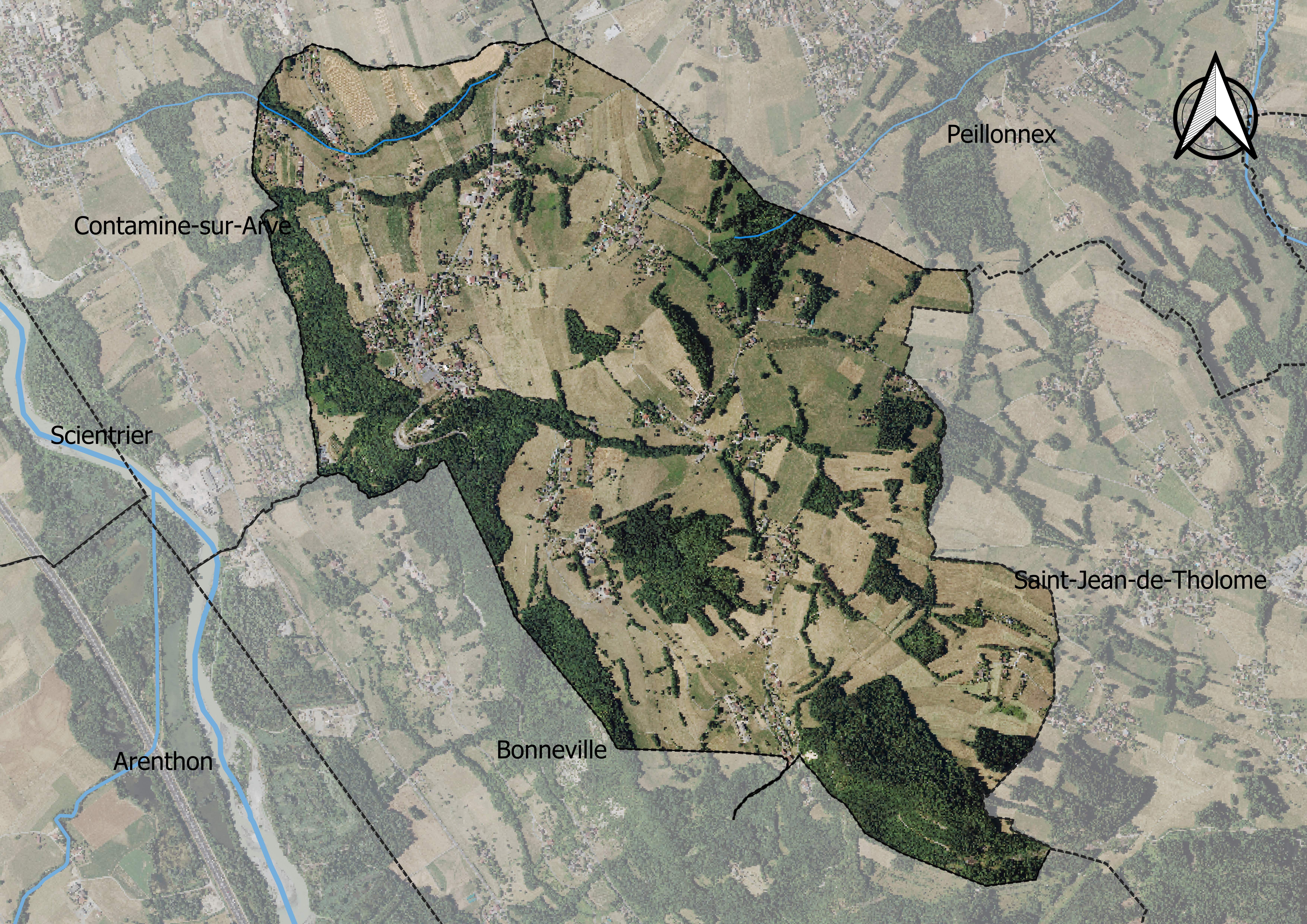
Carte orthophotogrammétrique de la commune.

## Toponymie
Le toponyme « Faucigny » est attesté dès le XIe siècle sous les formes latinisées Focignacum, puis Fulcignacum, Faucignacum au XIIe siècle-XIIIe siècles.  Celui-ci proviendrait du nom d'un domaine d'origine gallo-romaine Falciniacum, dérivé avec le suffixe -i-acum du gentilice Falcinius, alors qu'Albert Dauzat préfère le nom de personne latin Fulcinius.
Ce toponyme sera partagé par une puissante famille seigneuriale et à la vallée de l'Arve, Faucigny.
En francoprovençal, le nom de la commune s'écrit Feûfnyi (graphie de Conflans) ou Fôcegni (ORB).

## Histoire
Les Romains s'installèrent dans la région de Faucigny après que les Helvètes, partis vers la Saintonge, eurent été écrasés par Jules César et reconduits vers la rive nord du lac Léman. En 1955, des pièces de monnaie romaines ont été découvertes dans une gravière au lieu-dit Chez Le Court.
Il semble qu'au Xe siècle, sur un promontoire de la paroisse, qu'un oppidum soit bâti. La première mention du château de Faucigny est faite en 1119. Toutefois, les mentions des premiers seigneurs de Faucigny datent du XIe siècle, notamment avec un certain Aimerard au début du XIe siècle, dont les héritiers portent le nom de « dominus » (seigneur) ou Guy de Faucigny, évêque de Genève, qui par un acte de 1083 fait la donation du prieuré de Contamine-sur-Arve à l'abbaye de Cluny. Ces mentions tendraient à indiquer l'existence du château dès cette période. Faucigny est donc le siège d'une seigneurie importante de la région entre le XIe et le XIIIe siècle, qui contrôle le centre de la vallée de l'Arve et les vallées qui s'y déversent. Ces possessions lui permettront de jouer un rôle dans la politique de ces puissants voisins les comtes de Savoie et de Genève. Les Faucigny sont attachés aux comtes de Genève, tant du point de vue vassalique que familial.
À l'est du château, sur une autre butte, une église primitive était installée, que l'on ne peut dater, mais dont des traces ont été retrouvées.
À partir de 1251, après avoir été l'une des principales capitales des sieurs de Faucigny, avec Châtillon et Sallanches, le château devient le siège d'une châtellenie. Il est supplanté par celui plus moderne de la ville voisine de Bonneville. En 1560, il manque d'entretien.
Au temps de la Réforme, le Faucigny passa sous l'influence militaire de Berne protestante-avant de redevenir catholique grâce à l'action de saint François de Sales qui le « récupéra » pour la Savoie et l'église catholique. L'église paroissiale, qui porte le nom de saint Ymier, le change à partir de 1679 pour celui du saint savoyard.
Il redevint français après l'annexion de 1860, mais alors les populations souhaitaient devenir suisses, ce que la confédération refusa craignant pour son équilibre religieux. Finalement, on trouva un compromis, les Savoyards voteraient « oui » et ceux du Faucigny (et vallée de l'Arve et Aravis)) voteraient « oui et zone » (exemption de taxes sur les produits alimentaires). Tous étant massivement français (99,99 % de oui et « oui et zone »), comme les 100 000 immigrés savoyards résidant alors en France. Par la suite au XIXe siècle, certaines familles du Faucigny profitèrent d'un départ collectif de Suisse pour l'Argentine (condition être catholique, avantage, des terres et un an de bétails et provisions pour s'installer).
Pendant l'occupation allemande, il faut signaler l'importance des maquis du Faucigny dont l'histoire globale reste à faire, ainsi que le massacre de frontaliers qui trouvèrent refuge en Suisse proche au bout du lac ainsi que la participation de nombre de curés - à l'insu de certaines hiérarchies civiles et religieuses - dans les filières de passages de juifs « clandestins » vers la Suisse.

### Héraldique
| Armes du Faucigny | Les armes de Faucigny se blasonnent ainsi : Palé d'or et de gueules de six pièces. |

## Politique et administration
Maires élus
(liste non exhaustive)
| Période                                  | Période  | Identité       | Étiquette | Qualité |
| ---------------------------------------- | -------- | -------------- | --------- | ------- |
| avant 1995                               | ?        | Paul Jolivet   |           |         |
| mars 2001                                | En cours | Bernard Chatel | ...       | ...     |
| Les données manquantes sont à compléter. |          |                |           |         |

## Démographie
L'évolution du nombre d'habitants est connue à travers les recensements de la population effectués dans la commune depuis 1793. Pour les communes de moins de 10 000 habitants, une enquête de recensement portant sur toute la population est réalisée tous les cinq ans, les populations de référence des années intermédiaires étant quant à elles estimées par interpolation ou extrapolation. Pour la commune, le premier recensement exhaustif entrant dans le cadre du nouveau dispositif a été réalisé en 2005.

En 2022, la commune comptait 655 habitants, en évolution de +8,26 % par rapport à 2016 (Haute-Savoie : +6,01 %, France hors Mayotte : +2,11 %).
| 1793 | 1800 | 1806 | 1822 | 1838 | 1848 | 1858 | 1861 | 1866 |
| ---- | ---- | ---- | ---- | ---- | ---- | ---- | ---- | ---- |
| 219  | 257  | 257  | 290  | 324  | 359  | 423  | 337  | 354  |

| 1872 | 1876 | 1881 | 1886 | 1891 | 1896 | 1901 | 1906 | 1911 |
| ---- | ---- | ---- | ---- | ---- | ---- | ---- | ---- | ---- |
| 394  | 423  | 410  | 395  | 414  | 402  | 372  | 379  | 342  |

| 1921 | 1926 | 1931 | 1936 | 1946 | 1954 | 1962 | 1968 | 1975 |
| ---- | ---- | ---- | ---- | ---- | ---- | ---- | ---- | ---- |
| 300  | 251  | 250  | 230  | 204  | 197  | 194  | 172  | 201  |

| 1982 | 1990 | 1999 | 2005 | 2006 | 2010 | 2015 | 2020 | 2022 |
| ---- | ---- | ---- | ---- | ---- | ---- | ---- | ---- | ---- |
| 254  | 329  | 413  | 462  | 465  | 506  | 593  | 646  | 655  |

## Attractivité internationale

### Jumelages
A ce jour, aucun jumelage n'est effectué dans la commune de Faucigny.

## Personnalités liées à la commune
- Marius Jolivet (1906-1964), curé en juin 1934 jusqu'à août 1941, résistant, agent du réseau Ajax, médaille de Juste parmi les nations et Médaille de la reconnaissance française.

## Lieux et monuments
- Château de Faucigny.
- Église Saint-François-de-Sales  Inscrit MH (2001). Édifiée en 1854.